# Passavant-en-Argonne
Pour les articles homonymes, voir Argonne.

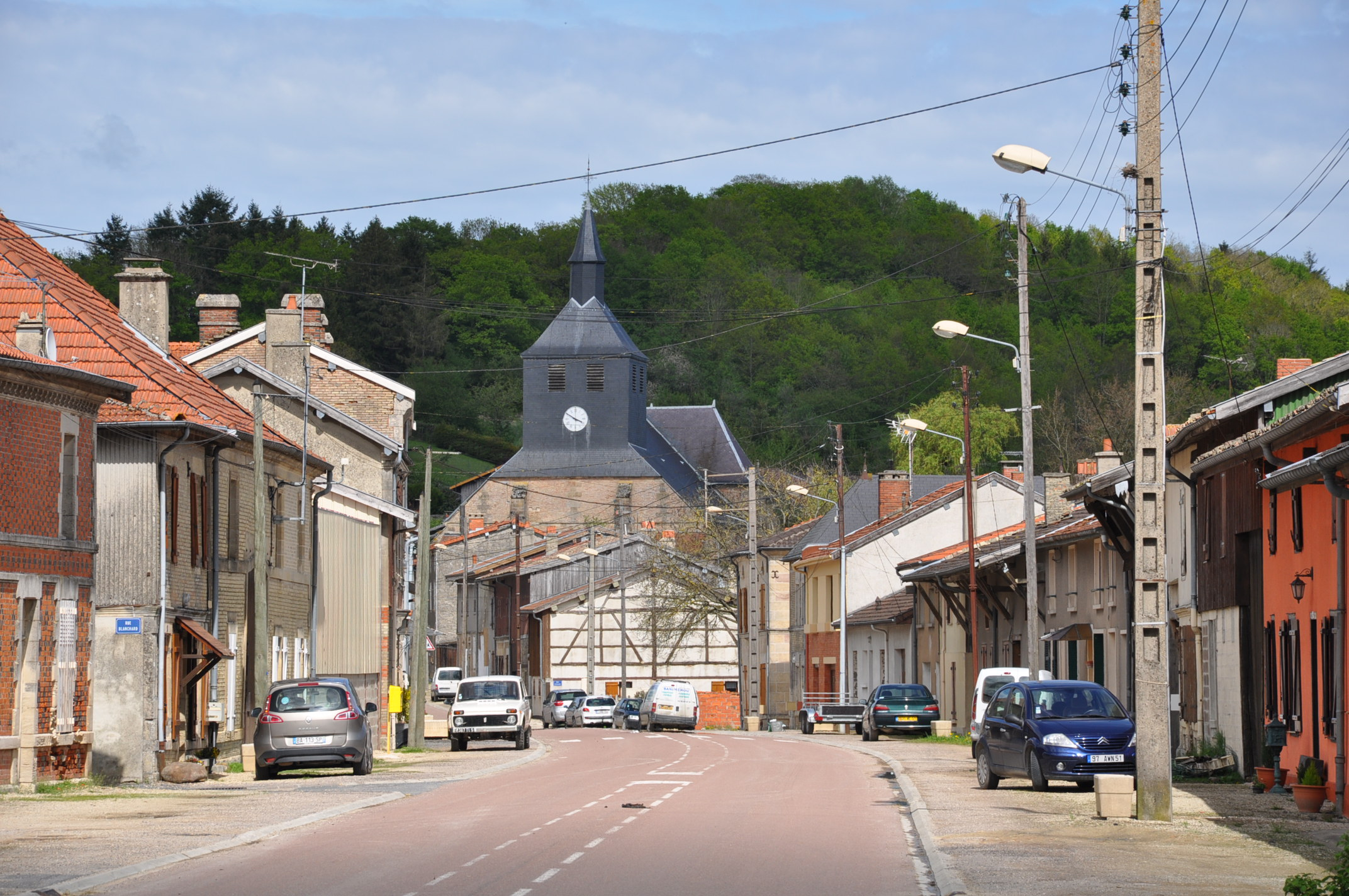
La Grande Rue

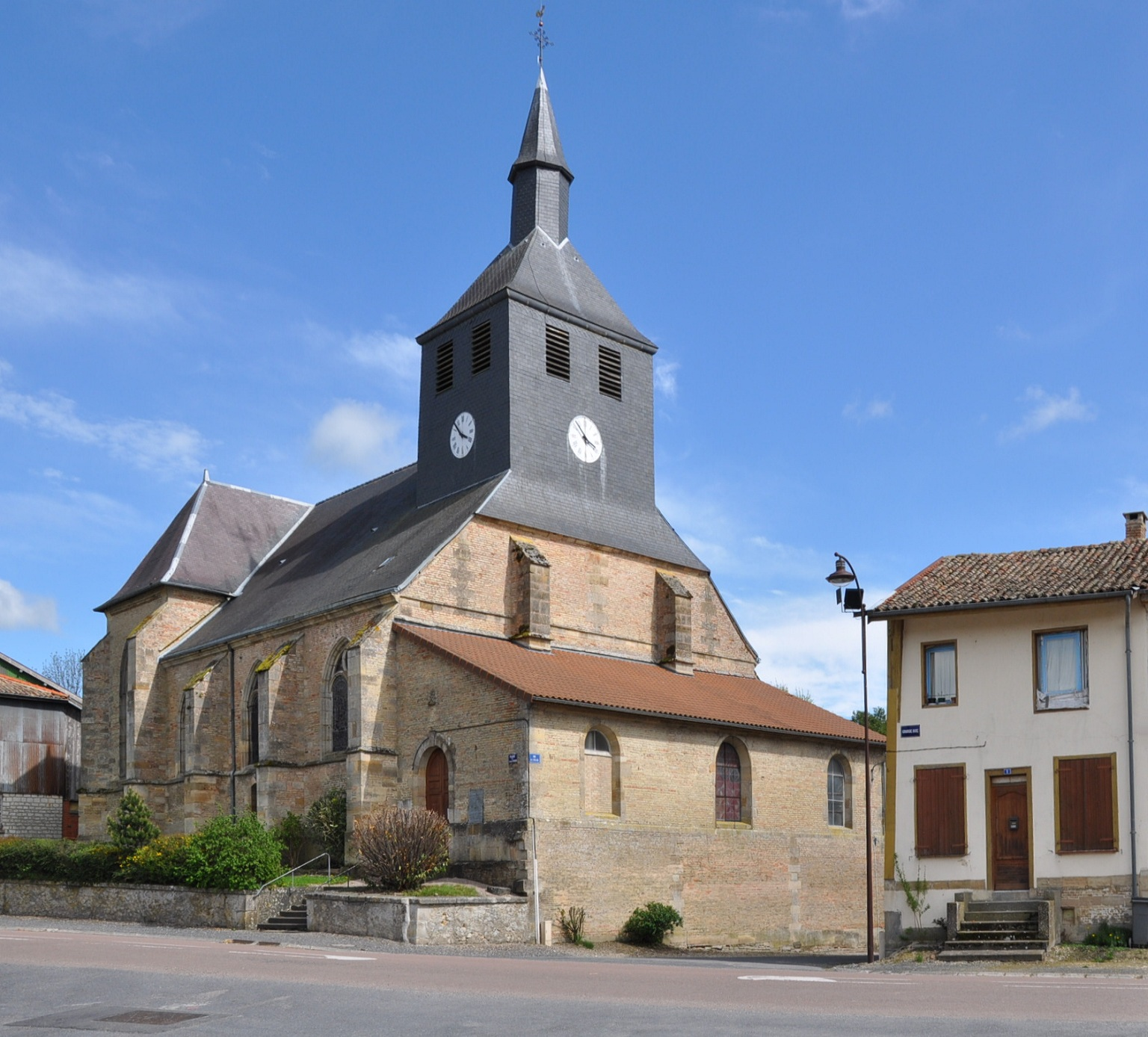
L’église de l’Exaltation de la Sainte Croix

Passavant-en-Argonne est une commune française, située dans le département de la Marne en région Grand Est.

## Géographie

### Localisation
Passavant-en-Argonne se trouve au nord-est du département de la Marne, en région Grand Est, à la limite avec le département de la Meuse. La commune appartient à la région agricole de l'Argonne.
La commune de Passavant-en-Argonne s'étend sur une superficie de 724 hectares. Sur son territoire, l'altitude varie de 146 à 250 mètres. Le village de Passavant, dominé par la butte du Château (233 m), se trouve au centre du territoire communal à environ 160-170 mètres d'altitude. Le relief est plus accidenté au nord et à l'est de la commune, où se trouve son point culminant (250 m).
Par la route, Passavant-en-Argonne se situe à 61 km de Châlons-en-Champagne, préfecture de la Marne, à 36 km de Bar-le-Duc, préfecture de la Meuse, à 40 km de Verdun, et à 15 km de Sainte-Menehould, bureau centralisateur du canton d'Argonne Suippe et Vesle dont dépend Passavant-en-Argonne depuis 2015. La commune fait en outre partie du bassin de vie de Sainte-Menehould.
Passavant-en-Argonne est limitrophe de 4 communes :
| Beaulieu-en-Argonne Meuse | Beaulieu-en-Argonne Meuse | Beaulieu-en-Argonne Meuse |
| Villers-en-Argonne        | Passavant-en-Argonne      | Beaulieu-en-Argonne Meuse |
| Le Chemin                 | Éclaires                  |                           |

### Hydrographie
La commune est dans la région hydrographique « la Seine du confluent de l'Oise (inclus) à l'embouchure » au sein du bassin Seine-Normandie. Elle est drainée par l'Aisne, le cours d'eau 02 de la commune de Passavant-en-Argonne, le Fossé 01 de la commune de Passavant-en-Argonne, le Fossé 03 de la commune de Passavant-en-Argonne, le Fossé 05 de la commune de Passavant-en-Argonne et le Fossé 06 de la commune de Passavant-en-Argonne,.
L'Aisne est un  cours d'eau naturel navigable de 256 km de longueur, traversant les cinq départements Meuse, Marne, Ardennes, Aisne, Oise. Elle est un affluent de rive gauche de l'Oise, ce qui fait d'elle un sous-affluent de la Seine.

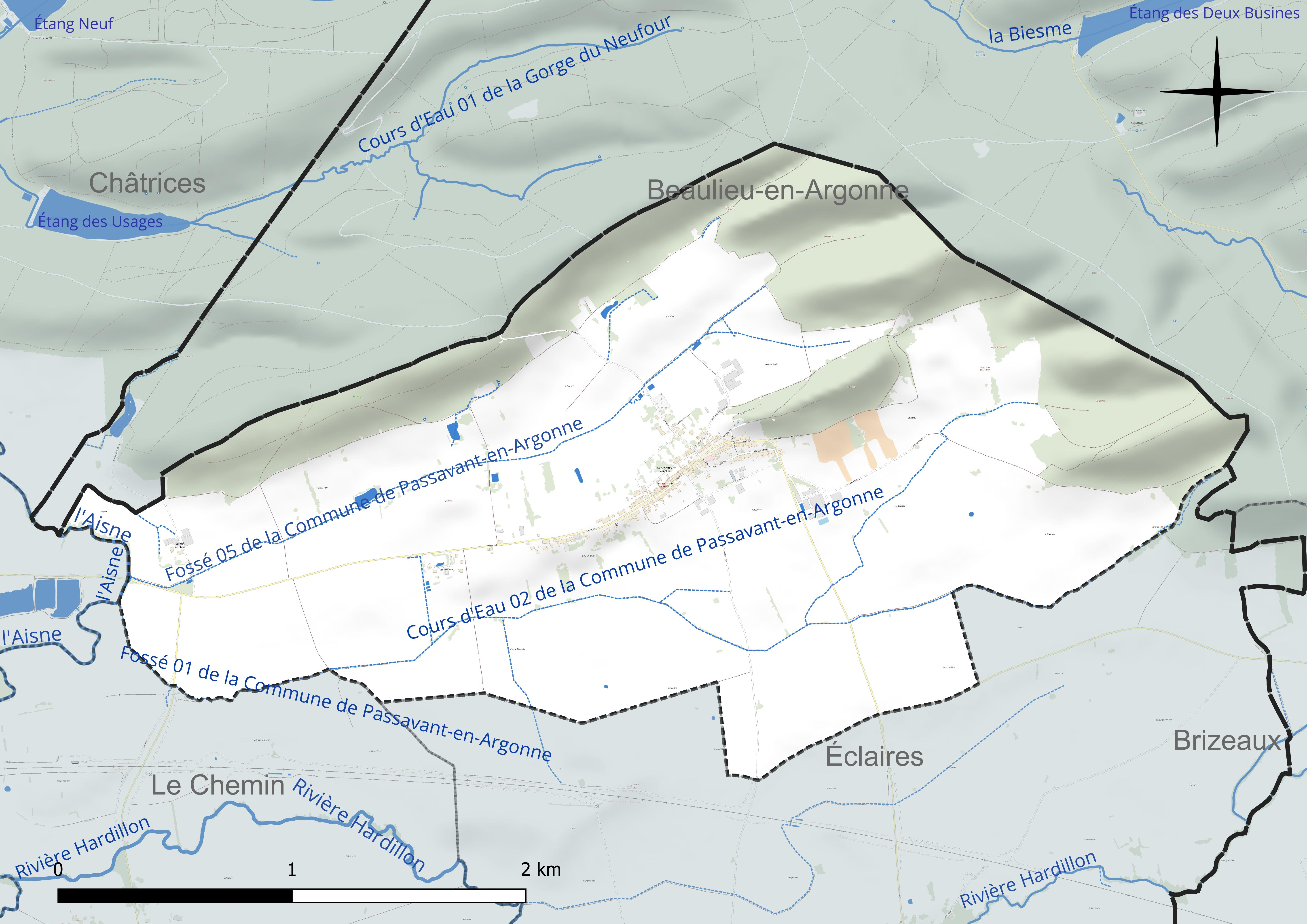
Réseau hydrographique de Passavant-en-Argonne.

### Climat
Pour des articles plus généraux, voir Climat du Grand Est et Climat de la Marne.
En 2010, le climat de la commune est de type climat de montagne, selon une étude du Centre national de la recherche scientifique s'appuyant sur une série de données couvrant la période 1971-2000. En 2020, Météo-France publie une typologie des climats de la France métropolitaine dans laquelle la commune est exposée à un climat océanique altéré et est dans une zone de transition entre les régions climatiques « Nord-est du bassin Parisien » et « Lorraine, plateau de Langres, Morvan ».
Pour la période 1971-2000, la température annuelle moyenne est de 9,8 °C, avec une amplitude thermique annuelle de 15,8 °C. Le cumul annuel moyen de précipitations est de 940 mm, avec 13,8 jours de précipitations en janvier et 9,3 jours en juillet. Pour la période 1991-2020, la température moyenne annuelle observée sur la station météorologique de Météo-France la plus proche, « Triaucourt_sapc », sur la commune de Seuil-d'Argonne à 6 km à vol d'oiseau, est de 11,0 °C et le cumul annuel moyen de précipitations est de 796,7 mm. 
La température maximale relevée sur cette station est de 40,1 °C, atteinte le 25 juillet 2019 ; la température minimale est de −17,8 °C, atteinte le 20 décembre 2009,,.
Les paramètres climatiques de la commune ont été estimés pour le milieu du siècle (2041-2070) selon différents scénarios d'émission de gaz à effet de serre à partir des nouvelles projections climatiques de référence DRIAS-2020. Ils sont consultables sur un site dédié publié par Météo-France en novembre 2022.

## Urbanisme

### Typologie
Au 1er janvier 2024, Passavant-en-Argonne est catégorisée commune rurale à habitat dispersé, selon la nouvelle grille communale de densité à sept niveaux définie par l'Insee en 2022.
Elle est située hors unité urbaine. Par ailleurs la commune fait partie de l'aire d'attraction de Sainte-Menehould, dont elle est une commune de la couronne,. Cette aire, qui regroupe 50 communes, est catégorisée dans les aires de moins de 50 000 habitants,.

### Occupation des sols
L'occupation des sols de la commune, telle qu'elle ressort de la base de données européenne d’occupation biophysique des sols Corine Land Cover (CLC), est marquée par l'importance des territoires agricoles (70,6 % en 2018), en augmentation par rapport à 1990 (69,4 %). La répartition détaillée en 2018 est la suivante : prairies (53,6 %), forêts (24,4 %), terres arables (17 %), zones urbanisées (5 %). L'évolution de l’occupation des sols de la commune et de ses infrastructures peut être observée sur les différentes représentations cartographiques du territoire : la carte de Cassini (XVIIIe siècle), la carte d'état-major (1820-1866) et les cartes ou photos aériennes de l'IGN pour la période actuelle (1950 à aujourd'hui).

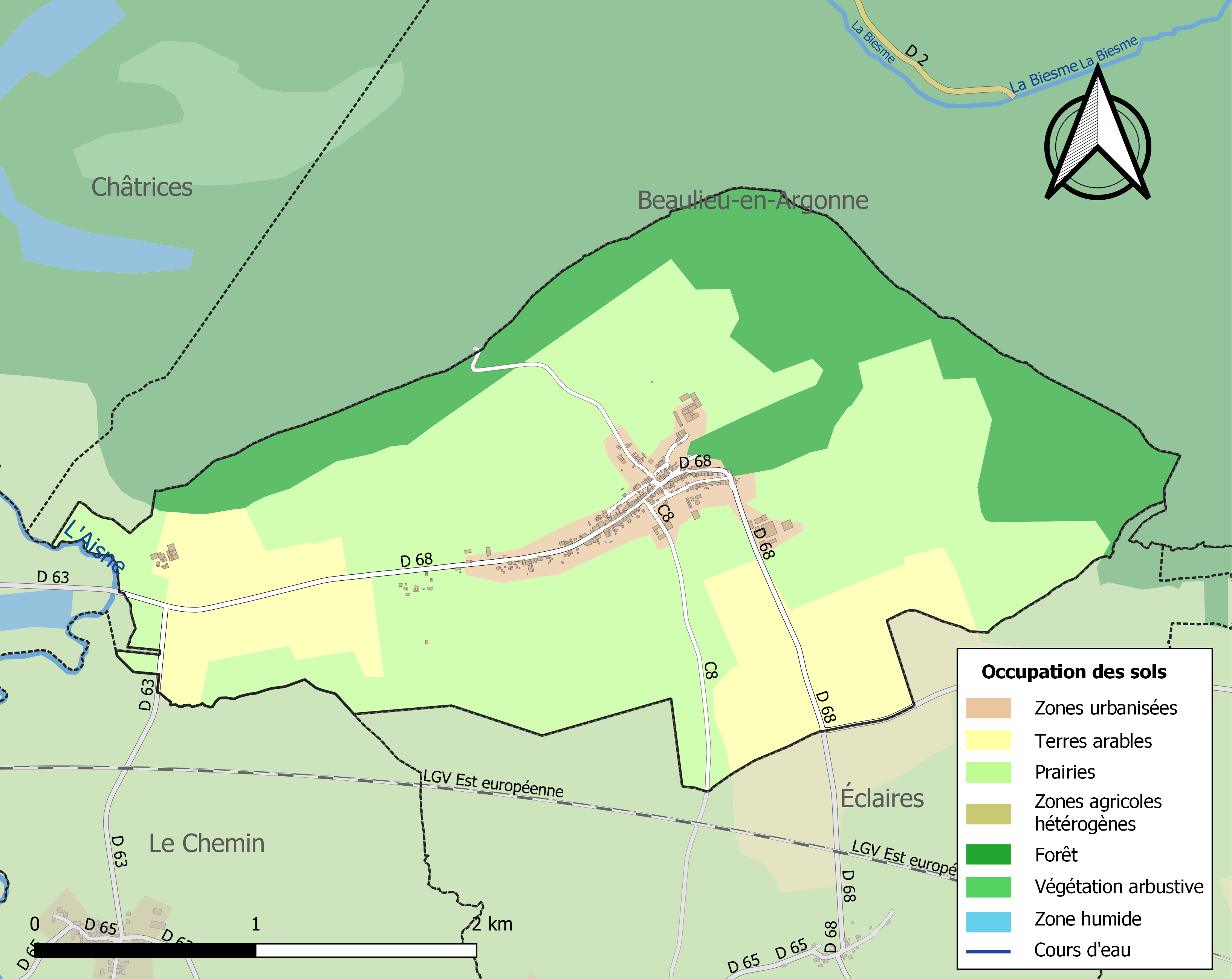
Carte des infrastructures et de l'occupation des sols de la commune en 2018 (CLC).

## Toponymie
Le nom de la localité est attesté sous les formes : Passeavant (1242) ; Passavantum (1256-1270) ; Passavant-en-Argonne (1389) ; Mont-sur-Aisne (1793).

En toponymie, passavant, en ancien français, a peut-être le sens de « supérieur, situé en haut » par rapport à des vaux. Impératif de l'oïl passe avant « aie plus de valeur , sois supérieur », probablement pour désigner avantageusement une fortification. Pour Passavant-la-Rochère et Passavant-en-Argonne, le lien est peut-être direct avec le cri de guerre des comtes de Champagne, les sires champenois de Passavant ayant hérité leur sobriquet de leurs prouesses militaires et donné leur nom à leur terre.[réf. nécessaire]
Le qualificatif en Argonne fait référence à l'Argonne, région naturelle qui chevauche les départements de la Marne, des Ardennes et de la Meuse, à l'est du bassin parisien.

## Histoire
On trouvera quelques informations sur l’histoire du village dans l’article de Daniel Hochedez et Catherine Schuster : « A la découverte des sites médiévaux de l’Argonne du sud » dans la revue Horizons d’Argonne ; no 90 ; juin 2013, éditée par le Centre d’études argonnais[Lesquels ?]
Au cours de la Révolution française, la commune, alors nommée simplement Passavant, porta provisoirement le nom de Mont-sur-Aisne.

### Guerre de 1870, l'affaire de Passavant
Au début de la guerre franco-prussienne, le 25 août 1870, se déroula la sanglante affaire de Passavant :
En s'avançant de Metz sur Paris, les Allemands rencontrèrent, le 25 août, à Sivry-sur-Ante, un millier de gardes mobiles du 4e bataillon de la garde nationale mobile de la Marne qui, à l'approche de l'ennemi, avaient été dirigés de Vitry-le-François sur Sainte-Menehould. Ils étaient sous le commandement de Duval, Michaud et Terquem.
Après leur avoir envoyé quelques obus une fraction de la 6e division de cavalerie prussienne les chargea, les dispersa, et les fit en grande partie prisonniers mais un grand nombre furent sabrés ou tués à coups de lance.
Les Allemands ont prétendu que ces gardes mobiles avaient voulu se rendre; mais que ne sachant par quels signes conventionnels manifester ce dessein, ils s'étaient arrêtés et avaient formé le carré de leur mieux. C'est là ce qui avait été la cause de la charge inutile des cavaliers. Faits prisonniers, désarmés et emmenés en captivité, ces malheureux jeunes gens venaient de traverser le village de Passavant lorsque l'un d'eux quitta les rangs pour aller se désaltérer au ruisseau du chemin. Un soldat de l'escorte tire sur lui, et les Prussiens, se croyant attaqués, chargèrent impitoyablement les infortunés mobiles. Une reconnaissance de cavalerie fit feu sur eux, puis, l'infanterie cantonnée dans le village se mêla à cette attaque, et bientôt les deux côtés de la route furent jonchés de blessés et de cadavres. Les Prussiens mirent tant d'acharnement dans cette horrible mêlée, où l'on tua à bout portant des prisonniers sans arme, que ceux mêmes qui n'avaient pas quitté leurs rangs ne furent point épargnés. 32 d'entre eux furent massacrés, 92 mutilés, et plusieurs  périrent misérablement et sans secours dans les champs où ils s'étaient cachés.
Dix mois après cette scène sanglante, on retrouvait dans les bois de Passavant, soutenus par les grosses branches d'un chêne, les débris d'une victime que l'on put encore reconnaître; c'était un pauvre mobile qui s'était réfugié là pour éviter les coups de ses meurtriers, et qui, trop grièvement blessé, n'avait pu redescendre,.

### XXeetXXIesiècles
C'est en 1907 que la commune adopta le nom de Passavant-en-Argonne.

C'est sur la portion de voie du TGV Est traversant cette commune que la SNCF a battu, de manière officieuse, son propre record du monde de vitesse ferroviaire en atteignant le 12 février 2007 les 553 km/h. Une tentative officielle devrait être tentée courant avril 2007. 

## Politique et administration
Par décret du 29 mars 2017, l'arrondissement de Sainte-Menehould est supprimée et la commune est intégrée le 31 mars 2017 à l'arrondissement de Châlons-en-Champagne.

### Intercommunalité
La commune, antérieurement membre de la communauté de communes de la Région de Sainte-Menehould, est membre, depuis le 1er janvier 2014, de la CC de l'Argonne Champenoise.
En effet, conformément au schéma départemental de coopération intercommunale de la Marne du 15 décembre 2011, cette communauté de communes de l'Argonne Champenoise est issue de la fusion, au 1er janvier 2014, de : 
- la communauté de communes du Canton de Ville-sur-Tourbe ;
- de la Communauté de communes de la Région de Givry-en-Argonne ;
- et de la Communauté de communes de la Région de Sainte-Menehould.

Les communes isolées de Cernay-en-Dormois, Les Charmontois, Herpont et Voilemont ont également rejoint l'Argonne Champenoise à sa création.

### Liste des maires
| Période                                  | Période                      | Identité             | Étiquette | Qualité                         |
| ---------------------------------------- | ---------------------------- | -------------------- | --------- | ------------------------------- |
| Les données manquantes sont à compléter. |                              |                      |           |                                 |
| ?                                        | ?                            | Jean-Baptiste Collin |           |                                 |
| Les données manquantes sont à compléter. |                              |                      |           |                                 |
| mars 2001                                | En cours (au 4 juillet 2014) | Patrice Geant        |           | Réélu pour le mandat 2014-2020, |

## Démographie
L'évolution du nombre d'habitants est connue à travers les recensements de la population effectués dans la commune depuis 1793. Pour les communes de moins de 10 000 habitants, une enquête de recensement portant sur toute la population est réalisée tous les cinq ans, les populations de référence des années intermédiaires étant quant à elles estimées par interpolation ou extrapolation. Pour la commune, le premier recensement exhaustif entrant dans le cadre du nouveau dispositif a été réalisé en 2007.

En 2022, la commune comptait 177 habitants, en évolution de −16,11 % par rapport à 2016 (Marne : −1,19 %, France hors Mayotte : +2,11 %).
| 1793 | 1800 | 1806  | 1821  | 1831  | 1836  | 1841  | 1846  | 1851  |
| ---- | ---- | ----- | ----- | ----- | ----- | ----- | ----- | ----- |
| 953  | 988  | 1 002 | 1 009 | 1 067 | 1 090 | 1 075 | 1 079 | 1 057 |

| 1856 | 1861 | 1866 | 1872 | 1876 | 1881 | 1886 | 1891 | 1896 |
| ---- | ---- | ---- | ---- | ---- | ---- | ---- | ---- | ---- |
| 966  | 986  | 969  | 907  | 893  | 864  | 864  | 811  | 800  |

| 1901 | 1906 | 1911 | 1921 | 1926 | 1931 | 1936 | 1946 | 1954 |
| ---- | ---- | ---- | ---- | ---- | ---- | ---- | ---- | ---- |
| 730  | 670  | 662  | 511  | 454  | 378  | 346  | 349  | 313  |

| 1962 | 1968 | 1975 | 1982 | 1990 | 1999 | 2006 | 2007 | 2012 |
| ---- | ---- | ---- | ---- | ---- | ---- | ---- | ---- | ---- |
| 290  | 251  | 210  | 183  | 188  | 188  | 208  | 211  | 213  |

| 2017 | 2022 | - | - | - | - | - | - | - |
| ---- | ---- | - | - | - | - | - | - | - |
| 209  | 177  | - | - | - | - | - | - | - |

## Lieux et monuments

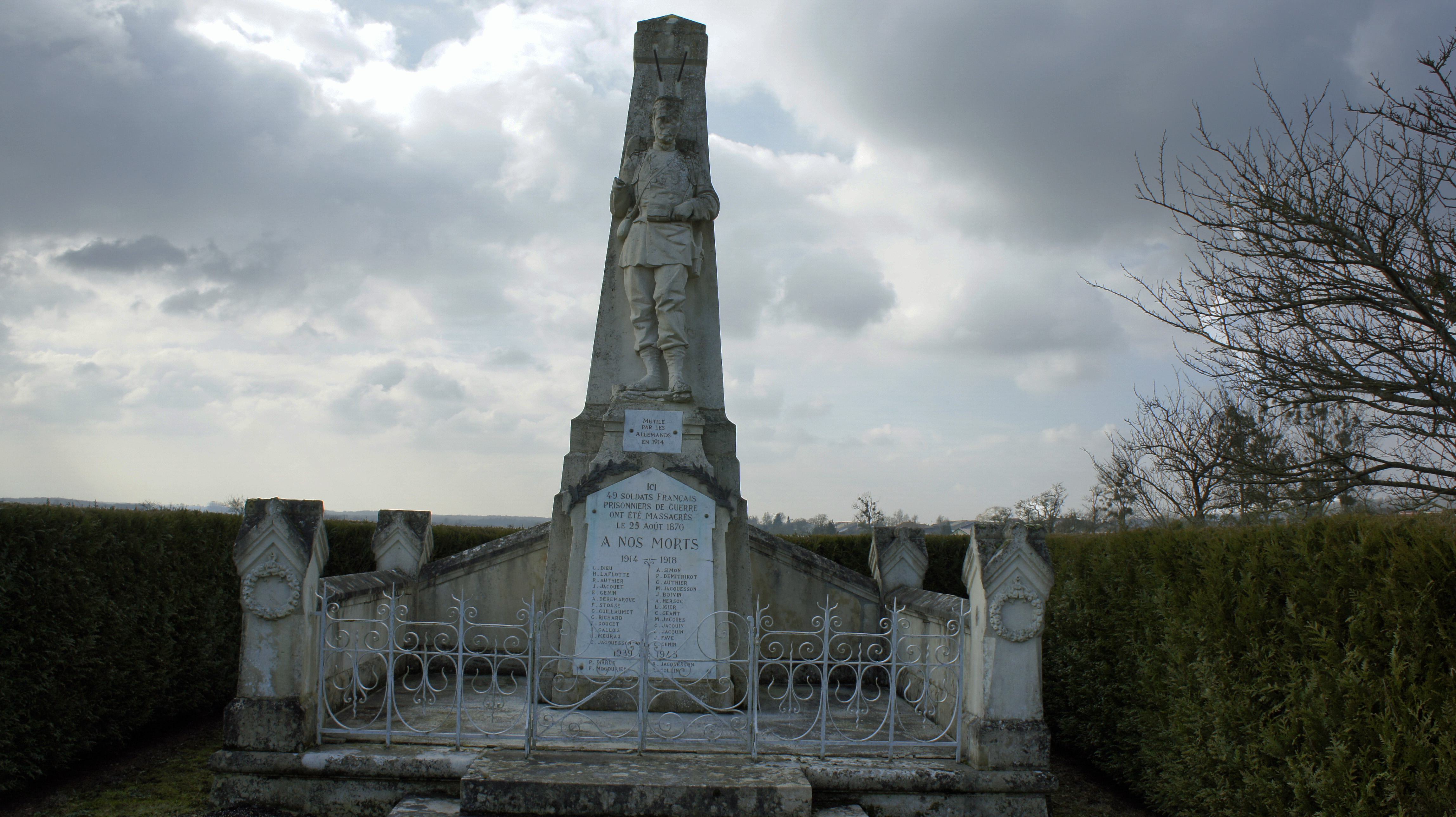
Monument aux morts, sculpture pour l'hommage aux morts de 1870.

- Maisons typiques et traditionnelles.
- Gorges de l'Argonne.
- Monument commémoratif du massacre des mobiles de la Marne en août 1870[34].

## Personnalités liées à la commune
- Pierre Galichet, Baron d'Empire (31 juillet 1775 à Passavant-23 octobre 1846 à Izdebno Kościelne, du Łaskarzew (gmina) en Pologne), engagé volontaire en 1792, devint chef d'état-major de la division Friant, chevalier de la Légion d'honneur et de l'ordre de Saint-Louis. Il fut le deuxième officier français à épouser une Polonaise de famille noble, Dorothée Szymanowska, selon le Code Napoléon dans le Grand duché de Varsovie en 1810. Il s'installa dans les biens de sa femme où il aménagea une distillerie et l'une des premières sucreries du pays.